# ルアーヴル (競走馬)
ルアーヴル（Le Havre、2006年2月4日 - 2022年3月3日）はフランスの競走馬。おもな勝ち鞍は2009年のジョッケクルブ賞。

## 経歴

### 2008年（2歳）
2008年8月30日、クリストフ・ルメールを鞍上にクレールフォンテーヌ競馬場でデビューする。初戦を勝利し続くニノ賞も2馬身差で快勝し、クリテリウム・アンテルナシオナルに出走した。ルメールは日本で短期免許を取得して活動していたので、騎手がイオリッツ・メンディザバルに交代となった。1番人気に支持されたが、ザフィシオから2馬身4分の3差の7着となり2歳シーズンを終えた。

### 2009年（3歳）
2009年4月10日、準重賞のジェベル賞で復帰し、ジャン・リュック・ラガルデール賞の勝ち馬ナークースをアタマ差押さえ勝利した。その後のプール・デッセ・デ・プーランでは5番人気になり、レースではシルヴァーフロストに差しきられ2馬身離された2着となる。6月7日、ジョッケクルブ賞に出走。前走で2着だったが人気を落とし7番人気になっていた。しかしレースでは中団に控えると直線で中央から抜け出し後続を振り切って勝利した。父ノヴェールはプール・デッセ・デ・プーランで1位入線しながらも禁止薬物検出により失格となっており、父の無念をはらすクラシック制覇となった。
その後腱の損傷が発覚し、予定していたジャック・ル・マロワ賞への出走を断念、7月に引退が報じられた。

## 種牡馬時代
引退後はフランス・ノルマンディーにあるHaras de la Cauvinièreで種牡馬として繋養されていた。2011年1月12日に第1号となる産駒が誕生した。初年度種付け料は5000ユーロと決して高い評価ではなかったが、2013年にデビューした初年度産駒から、無敗でフランスの牝馬クラシック二冠を制したアヴニールセルタンを出した。3世代目からも通算8戦無敗の二冠牝馬ラクレソニエールを輩出した。
2022年2月、健康状態を理由に種牡馬を引退した。
その後、同年3月3日に死亡していたことが繋用先であるSumbeの公式Twitterより発表された。16歳没。

### 主な産駒
- Avenir Certain / アヴニールセルタン - 2014年プール・デッセ・デ・プーリッシュ、ディアヌ賞
- La Cressonniere / ラクレソニエール - 2016年プール・デッセ・デ・プーリッシュ、ディアヌ賞
- Suedois / スエドア - 2017年シャドウェルターフマイルステークス
- プールヴィル - 2019年フィリーズレビュー
- Villa Marina / ヴィラマリナ - 2019年オペラ賞
- Wonderful Tonight / ワンダフルトゥナイト - 2020年ロワイヤリュー賞、ブリティッシュ・チャンピオンズ・フィリーズ&メアズステークス
- Leffard / ルファール - 2025年パリ大賞典

### 母父としての産駒
- 2017年産
  - Pyledriver / パイルドライヴァー（2021年コロネーションカップ、2022年キングジョージ6世&クイーンエリザベスステークス） - 父Harbour Watch
  - デゼル（2021年阪神牝馬ステークス）- 父ディープインパクト
- 2019年産
  - セリフォス（2021年新潟2歳ステークス、デイリー杯2歳ステークス、2022年富士ステークス、マイルチャンピオンシップ）- 父ダイワメジャー

## 競走成績
| 出走日     | 競馬場               | 競走名                       | 格   | 距離    | 着順 | 騎手             | 着差      | 1着（2着）馬      |
| ---------- | -------------------- | ---------------------------- | ---- | ------- | ---- | ---------------- | --------- | ----------------- |
| 2008.08.30 | クレールフォンテーヌ | オーベルヴィユ賞             |      | 芝1600m | 1着  | C.ルメール       | 3/4馬身   | (Surdoue)         |
| 2008.10.03 | サンクルー           | ニノ賞                       |      | 芝1600m | 1着  | C.ルメール       | 2馬身     | (Feels All Right) |
| 2008.11.02 | サンクルー           | クリテリウム国際             | G1   | 芝1600m | 7着  | I.メンディザバル | 2 3/4馬身 | Zafisio           |
| 2009.04.10 | メゾンラフィット     | ジェベル賞                   | 準重 | 芝1400m | 1着  | C.ルメール       | アタマ    | (Naaqoos)         |
| 2009.05.10 | ロンシャン           | プール・デッセ・デ・プーラン | G1   | 芝1600m | 2着  | C.ルメール       | 2馬身     | Silver Frost      |
| 2009.06.07 | シャンティイ         | ジョッケクルブ賞             | G1   | 芝2100m | 1着  | C.ルメール       | 1 1/2馬身 | (Fuisse)          |

## 血統表
| ルアーヴル (Le Havre)の血統(ブラッシンググルーム系 / Wild Risk 5×5=6.25% 〈父内〉） | ルアーヴル (Le Havre)の血統(ブラッシンググルーム系 / Wild Risk 5×5=6.25% 〈父内〉） | ルアーヴル (Le Havre)の血統(ブラッシンググルーム系 / Wild Risk 5×5=6.25% 〈父内〉） | （血統表の出典）   | （血統表の出典） |
| 父 Noverre 1998 鹿毛                                                                | 父の父Rahy 1985 栗毛                                                                | Blushing Groom                                                                      | Red God            | Red God          |
| 父 Noverre 1998 鹿毛                                                                | 父の父Rahy 1985 栗毛                                                                | Blushing Groom                                                                      | Runaway Bride      |                  |
| 父 Noverre 1998 鹿毛                                                                | 父の父Rahy 1985 栗毛                                                                | Glorious Song                                                                       | Halo               | Halo             |
| 父 Noverre 1998 鹿毛                                                                | 父の父Rahy 1985 栗毛                                                                | Glorious Song                                                                       | Bllade             |                  |
| 父 Noverre 1998 鹿毛                                                                | 父の母Danseur Fabuleux 1982 鹿毛                                                    | Northen Dancer                                                                      | Nearctic           | Nearctic         |
| 父 Noverre 1998 鹿毛                                                                | 父の母Danseur Fabuleux 1982 鹿毛                                                    | Northen Dancer                                                                      | Natalma            |                  |
| 父 Noverre 1998 鹿毛                                                                | 父の母Danseur Fabuleux 1982 鹿毛                                                    | Fabuleux Jane                                                                       | Le Fabuleux        | Le Fabuleux      |
| 父 Noverre 1998 鹿毛                                                                | 父の母Danseur Fabuleux 1982 鹿毛                                                    | Fabuleux Jane                                                                       | Native Partner     |                  |
| 母 Marie Rheinberg 2002 黒鹿毛                                                      | 母の父Surako 1993 鹿毛                                                              | Konigsstuhl                                                                         | Dschingis khan     | Dschingis khan   |
| 母 Marie Rheinberg 2002 黒鹿毛                                                      | 母の父Surako 1993 鹿毛                                                              | Konigsstuhl                                                                         | Konigskronung      |                  |
| 母 Marie Rheinberg 2002 黒鹿毛                                                      | 母の父Surako 1993 鹿毛                                                              | Surata                                                                              | Lagunas            | Lagunas          |
| 母 Marie Rheinberg 2002 黒鹿毛                                                      | 母の父Surako 1993 鹿毛                                                              | Surata                                                                              | Surama             |                  |
| 母 Marie Rheinberg 2002 黒鹿毛                                                      | 母の母Marie d'Argonne 1981 栗毛                                                     | Jefferson                                                                           | Charlottesville    | Charlottesville  |
| 母 Marie Rheinberg 2002 黒鹿毛                                                      | 母の母Marie d'Argonne 1981 栗毛                                                     | Jefferson                                                                           | Monticella         |                  |
| 母 Marie Rheinberg 2002 黒鹿毛                                                      | 母の母Marie d'Argonne 1981 栗毛                                                     | Mohair                                                                              | Blue Tom           | Blue Tom         |
| 母 Marie Rheinberg 2002 黒鹿毛                                                      | 母の母Marie d'Argonne 1981 栗毛                                                     | Mohair                                                                              | Imberline F-No.8-c |                  |

- 母の半兄にPolar Falcon（スプリントカップなど）がいる。